# ارغوانه ژاپنی
ارغوانهٔ ژاپنی (نام علمی: Cercidiphyllum japonicum) نام یک گونه از سرده ارغوانه است.